# Manuela Kinzel Verlag
Der Manuela Kinzel Verlag ist ein 1998 gegründeter deutscher Buchverlag mit Sitz in Dessau-Roßlau. Der Verlag gehört zur Manuela Kinzel Verlagsgruppe und wird in der Rechtsform eines Einzelunternehmens geführt. In Göppingen besteht eine Zweigniederlassung.

## Geschichte
Eigentümerin der Manuela Kinzel Verlagsgruppe ist die Buchhändlerin und Verlegerin Manuela Kinzel (inzwischen verheiratete Kinzel-Wolff). Kinzel eröffnete Anfang 1998 eine Buchhandlung im Bodelschwinghhaus in Dessau und gründete dort dann Ende 1998 den Manuela Kinzel Verlag. Mit der Fusion Dessaus mit der Stadt Roßlau 2007 zur Stadt Dessau-Roßlau änderte sich die Ortsbezeichnung des Unternehmenssitzes entsprechend.
1999 wurde der Verlagsgruppe der am 5. Oktober 1927 gegründete Fachverlag Kirchlicher Kunstverlag Dresden angegliedert, der vor allem durch seine Kunstpostkarten bekannt wurde. 2003 wurde in Göppingen eine Zweigniederlassung des Verlags gegründet. Die Zweigniederlassung wurde bei einem Umzug in den Ortsteil Hohenstaufen 2014 deutlich ausgebaut.
Zum 1.1.22 wurde sowohl der Kirchliche Kunstverlag Dresden, als auch die Buchhandlung im Bodelschwinghhaus in Dessau an Nachfolger abgegeben. Der Manuela Kinzel Verlag wird von Manuela Kinzel-Wolff weitergeführt.
Im Manuela Kinzel Verlag sind bisher etwa 350 Bücher erschienen. Das Verlagsprogramm, zu dem außer Büchern noch Grußkarten und Tonträger gehören, wird auch Online vertrieben.

## Programm des Buchverlags
Der Manuela Kinzel Verlag verlegt vor allem Belletristik, Kinder- und Sachbücher. Der Verlag befasst sich unter anderem mit regionaler Literatur aus der Region Dessau sowie insbesondere auch mit „Literatur rund um die Wende“ in der ehemaligen DDR. Nach Gründung der Göppinger Niederlassung kamen weitere regionale Titel der Region Göppingen/Hohenstaufen hinzu.
Schwerpunkte des verlegten Buchprogramms bilden:
- Historische Romane, wie etwa von Hermann Hummel (Hosenspannes und Marschmusik), Gerhard Müller (Mein Sohn aber ist so frei) und Walter Rohdich (Arminius[1])
- Memoiren und Biografien, wie etwa von Ursula Wolf (Christian Heinrich Wolke – Ein Pädagoge der Aufklärungszeit[2])
- Sachbücher, wie etwa von Ulrich Otto Rodeck (Die Analyse des Selbstbewußtseins[3])
- Ratgeber zum Thema Ernährung
- sowie Sachbücher mit religiösem Hintergrund

Zu den Autoren des Verlags gehören unter anderem Manfred Bomm, Matthias Horndasch, Manfred Kage und Olly Komenda-Soentgerath.